# Драгуцан, Мариана
Мариана Драгуцан (рум. Mariana Drăguțan; 29 октября 1999) — молдавская спортсменка, борец вольного стиля, призёр чемпионата мира и чемпионатов Европы.

## Карьера
В начале марта 2022 года в болгарском Пловдиве, одолев в финале Анастасию Блайвас из Германии, она выиграла чемпионат Европы среди спортсменов до 23 лет. В конце марта 2022 года на чемпионате Европы в Будапеште она стала бронзовым призёром, в схватке за 3 место она взяла верх над Анастасией Блайвас, победив её на туше. В сентябре 2023 года на чемпионате мира в Белграде, в малом финале одолев Карлу Годинес из Канады, завоевала бронзовую медаль. В середине февраля 2024 года Драгуцан завоевала серебряную медаль на чемпионате Европы, который проходил в Бухаресте, где в финале она уступила Андрее Ане из Румынии. 10 мая 2024 года в Стамбуле на мировом квалификационном турнире завоевала лицензию на Олимпийские игры в Париж.
В апреле 2025 года на чемпионате Европы в Братиславе в весовой категории до 55 кг завоевала бронзовую медаль. В схватке за третье место одолела соперницу из Венгрии Розу Сентамасси.

## Достижения
- Первенство Европы по борьбе среди кадетов 2015 — ;
- Первенство Европы по борьбе среди кадетов 2017 — ;
- Чемпионат Европы по борьбе среди спортсменов до 23 лет 2022 — ;
- Чемпионат Европы по борьбе среди спортсменов до 23 лет 2023 — ;
- Чемпионат Европы по борьбе 2022 — ;
- Чемпионат мира по борьбе 2023 — ;
- Чемпионат Европы по борьбе 2024 — ;
- Чемпионат Европы по борьбе 2025 — ;